# Burg Schrofenstein
Burg Schrofenstein (ook gespeld als: Schroffenstein) is een burchtruïne in de gemeente Stanz bei Landeck in de Oostenrijkse deelstaat Tirol.

## Ligging
De burcht werd gebouwd op een rotspunt op de berghelling boven de plaats Perjen in de gemeente Landeck, maar ligt nu in het oostelijk grondgebied van Stanz bei Landeck. Door zijn hoge ligging konden van hieruit de wegen in de Vinschgau over Arlberg en Fernpas bewaakt worden. De burchtruïne is moeilijk bereikbaar. Bijgebouwen bevonden zich lager gelegen op enige afstand.

## Geschiedenis
Burg Schrofenstein was tijdelijk de vestigingsplaats van een gerechtshof, daarna de zetel van de ministerialen van Chur, en vervolgens stamburcht van het Tiroolse geslacht Schrofenstein, tot deze familie uitstierf in 1546. Daarna behoorde de burcht lange tijd aan de graven en vorsten van Trautson. Vanaf de 19e eeuw begon het verval van de burcht. Thans blijft enkel nog de gerestaureerde, 12 m hoge bergfried over en enkele resten van een schuur.